# Love Can Build a Bridge (sång)
"Love Can Build a Bridge" är en hitsingel av den amerikanska mor och dotter-countryduon The Judds från skivalbumet med samma namn från 1990. Det är en countryballad om vikten att alltid stå tillsammans, och skrevs tillsammans med Naomi Judd och tillägnades familjen Judd och fans nästan som ett avsked, eftersom Naomi vid den tiden var kroniskt sjuk med Hepatit C och tvingades dra sig tillbaka då det spekulerades att hon bara hade tre år kvar att leva. Det var en topp 5-countryhit i mitten av 1991.

## Coverversioner
Låten tolkades senare av Children for Rwanda som välgörenhetssingel till Rädda Barnen. Fastän den blev mindre framgångsrik, med "bara" en 57:e-plats på den brittiska singellistan i september 1994, valdes den till 1995 års officiella Comic Relief-singel. En ny version sjöngs in av de amerikanska sångaren Cher, Chrissie Hynde, svenska sångarna Neneh Cherry och brittiske sångaren-gitarristen Eric Clapton, vilken släpptes och toppade den brittiska listan i en vecka.
Declan Galbraith tolkade låten 2002 på sitt självtitutlerade debutalbum. Det irländska pojkbandet Westlife tolkade låten på sitt åttonde studioalbum, The Love Album 2006.
Den sjöngs också av 10-åriga flickan Britney Spears i samband med Star Search 1991.

## Listplacering

### The Judds
| Lista (1990-1991)                            | Topplacering |
| -------------------------------------------- | ------------ |
| Kanada (RPM Top Country Tracks)              | 6            |
| USA (Billboard Hot Country Singles & Tracks) | 5            |

### Cher, Chrissie Hynde & Neneh Cherry med Eric Clapton
| Lista (1995)                  | Topplacering |
| ----------------------------- | ------------ |
| Nederländerna                 | 41           |
| Polen                         | 30           |
| Schweiz                       | 21           |
| Storbritannien                | 1            |
| Turkiet (Turkiska spellistan) | 3            |
| Tyskland                      | 62           |
| Österrike                     | 18           |

## The Judds musikvideo
Judds spelade in en musikvideo till låten i Arizona 1991, vilket blev första 3-D-musikvideon. Under större tiden av videon filmades båda duomedlemmarna stående på en hög klippa som sades vara "så många miles" hög, och då Naomi fortfarande var kroniskt sjuk vid tiden tvingades hon spännas fast vid klippa på grund av yrsel och klippan var så liten att Wynonna hade visioner om hur hon själv med sin gitarr skulle träffa sin mor som skulle falla ner från klippan och definitivt dö.

### Fotnoter
1. ↑  Nederländska singellistan  . Läst 22 oktober 2010.
2. ↑  Schweiziska singellistan  . Läst 22 oktober 2010.
3. ↑  Brittiska singellistan ”Arkiverade kopian”. Arkiverad från originalet den 11 oktober 2011. https://web.archive.org/web/20111011200312/http://www.theofficialcharts.com/artist/_/cher/. Läst 28 juni 2014. . läst 31 oktober 2010.
4. ↑  Österrikiska singellistan  . Läst 22 oktober 2010.